# Tibouchina parviflora
Tibouchina parviflora är en tvåhjärtbladig växtart som beskrevs av Célestin Alfred Cogniaux. Tibouchina parviflora ingår i släktet Tibouchina och familjen Melastomataceae. Inga underarter finns listade i Catalogue of Life.